# Isaurinha Garcia
Isaura "Isaurinha" Garcia OMC (São Paulo, 26 de fevereiro de 1923 — São Paulo, 30 de agosto de 1993) foi uma cantora brasileira, considerada uma das mais importantes intérpretes da história da música brasileira do século XX, cantando samba, jazz e Bossa Nova. Com mais de cinquenta anos de carreira, gravou mais de trezentas canções. Entre seus maiores sucessos está a canção "Mensagem". Considerada por diversos críticos e jornalistas como a Edith Piaf brasileira.

## Biografia
Foi casada com Walter Wanderley, organista de muito sucesso, que renovou a bossa nova com seu talento e até hoje é bem executado em mais de cem países.
Filha de Manuel Garcia, português, e Amelia Pancetti, ítalo-brasileira. Era sobrinha do célebre pintor paulista Giuseppe Pancetti, antes da fama, costuma cantar no quintal, enquanto ajudava a mãe a lavar roupas, e no bar de seu pai, entre as mesas. Seu primeiro programa de calouros, ainda sem qualquer preparo técnico, foi na Rádio Cultura, quando cantou uma canção de Aurora Miranda. Levou uma "gongada bárbara, linda de morrer". Sua carreira começou de fato em 1938, depois de participar de um concurso no programa Qua-qua-qua-quarenta da Rádio Record, comandado por Otávio Gabus Mendes, onde ganhou o primeiro lugar cantando a canção "Camisa Listrada" de Assis Valente e foi contratada pela emissora paulista. Neste começo de carreira, inspirava-se em Carmen Miranda e Aracy de Almeida, e vivia na rua da Alegria no Brás, bairro onde nasceu. Ainda sem muitos recursos, ia de bonde ou a pé para a emissora todo domingo se apresentar. Isaurinha Garcia foi campeã de vendas da gravadora RCA/ Columbia.
Isaurinha foi homenageada com a peça "Isaurinha - samba, jazz & bossa nova", interpretada por Rosamaria Murtinho e assistida por mais de 300 mil pessoas desde 2003.
Em 2013 a Sony Music Brasil lançou uma caixa box comemorativa intitulada "Isaurinha Garcia 90 Anos" e no mesmo ano o governo do estado de São Paulo juntamente com a Secretária de Estado da Cultura e o MIS- SP lançaram o livro "Quando o carteiro chegou... Mensagem a Isaurinha Garcia".

## Maiores sucessos
ordem cronológica
- 1941 - A Baratinha
- 1941 - Aproveita Beleléu
- 1941 - O Telefone Está Chamando
- 1942 - Aperto de Mão
- 1942 - Teleco-Teco (com Benedito Lacerda)
- 1943 - Batendo na Minha Porta
- 1943 - Duas Mulheres e um Homem
- 1943 - O que Há com Você
- 1944 - Linda Flor (Ai, Ioiô)
- 1944 - Não era Adeus
- 1944 - Adivinhe Coração
- 1945 - Barulho no Morro
- 1946 - De Conversa em Conversa	(com Os Namorados da Lua)
- 1946 - Mensagem
- 1946 - Amor Impossível
- 1946 - Edredon Vermelho
- 1946 - Nêgo
- 1947 - Teu Retrato (com Nelson Gonçalves)
- 1947 - Prêmio de Consolação
- 1949 - Seresteiro
- 1950 - Pé de Manacá (com Hervé Cordovil)
- 1950 - Eu Não Sou Louco
- 1951 - Aladim
- 1952 - Nunca
- 1956 - Contra-senso
- 1956 - Mocinho Bonito
- 1957 - Contando Estrelas

- 1957 - Deixa Pra Lá
- 1957 - Se Deus Me Desse
- 1958 - Cansei de Ilusões
- 1958 - Foi a Noite
- 1959 - De Conversa em Conversa
- 1959 - E Daí?
- 1959 - Meditação
- 1961 - Água de Beber
- 1963 - Tem Bobo Pra Tudo
- 1963 - Sambas da madrugada
- 1963 - A Pedida é samba
- 1963 - Atualíssima

Isaurinha Garcia, 1960. Arquivo Nacional.

- 1963 - Tem bobo pra tudo/Enxugue as lágrimas
- 1963 - Dan cha cha cha/Samba do crioulo
- 1969 - Ary Barroso e Billy Blanco na voz de Isaurinha Garcia
- 1969 - Martinho da Vila e Dolores Duran na voz de Isaura Garcia
- 1970 - Chico Buarque de Holanda e Noel Rosa na voz de Isaura Garcia
- 1970 -Papo furado-Isaura Garcia e Noite ilustrada*1973 - Isaura Garcia
- 1976 - Nua e crua-Ao vivo no Rio de Janeiro (2 em 1)
- 1978 - Eu, Isaura Garcia • Arlequim
- 1981 - Série Fino da Bossa, Vol. 4
- 1987 - Isaura Garcia-Documento Inédito
- 1993 - Mensagem-Isaura Garcia e Nelson Gonçalves
- 1995 - Mestres da MPB vol 1 e 2 Isaura Garcia
- 1998 - Acervo BMG Isaurinha Garcia
- 2000 - Volta à gafieira
- 2000 - Bis cantores do Rádio - Isaura Garcia
- 2013 - Isaurinha Garcia 90 anos caixa box comemorativa 3 CDs

## Prêmios e indicações

### Troféu Roquette Pinto
| Ano  | Categoria      | Indicação     | Resultado |
| ---- | -------------- | ------------- | --------- |
| 1963 | Melhor Cantora | Isaura Garcia | Venceu    |

## Musical em sua Homenagem
Desde sua morte, Isaura Garcia já teve diversos shows, peças e musicais em homenagem à Edith Piaf Brasileira. Em 2003, Isaurinha foi honrada com o "Isaurinha Garcia, Personalíssima" e, segundo Sérgio Sá Leitão, na Folha de S.Paulo, "a peça é o que pré figura o teatro musical brasileiro".
Após essa grande produção, a cantora também foi glorificada em "Isaura Garcia, o Musical" que com Rosamaria Murtinho, Kiara Sasso e Soraya Ravenle, sendo sucesso de público e de crítica.
Durante essas duas décadas já houve mais de 300 apresentações artísticas em memória de Isaurinha Garcia.